# タイムワープ (競走馬)
タイムワープ（英:Time Warp、香:馬克羅斯）とは、イギリスで生産・イギリス及び香港で調教されていた競走馬。主な勝ち鞍は2017年の香港カップ、2018年・2020年の香港ゴールドカップ。

## 戦績
2015年6月に、イギリスのケンプトンパーク競馬場で行われた未勝利戦でデビューを果たす。3歳までに国内外で合計9戦5勝の成績を残した後、香港へ移籍する。
移籍後はなかなか勝ち上がれずにいたが、2017年6月のハンデ戦で勝利を飾って連勝した後に挑んだ重賞レースではG3セレブレーションカップとササレディースパースで3着、ジョッキークラブカップで2着と好走した。そして、初めてのGI挑戦となった香港カップには地元のGI馬ワーザーやネオリアリズムら日本勢も出走してきたが、レースでは終始先頭のまま他馬を寄せ付けずに逃げ切り、GI初勝利を飾った。
年明けの2018年1月に出走した香港スチュワーズカップは10着に大敗するが、次走の香港ゴールドカップではワーザーを半馬身差で下してGI2勝目を挙げた。その後は重賞を3戦しG3ササレディースパースで勝利を飾ると、年末の香港カップでも3着に好走した。
2019年は9戦したが勝ちきれず、最高着順はG3ササレディースパースでの2着であった。しかし、翌2020年2月の香港ゴールドカップではスタートから先手を取って得意の逃げを展開すると、最後の直線で追撃してきたエグザルタントを抑えて同レースを2年ぶりに優勝、GI3勝目を挙げた。その後はクイーンエリザベス2世カップなど計11戦に出走するも再び勝利を挙げることはできず、2021年6月25日に香港ジョッキーズクラブの公式X(旧Twitter)アカウントにて、全弟のグロリアスフォーエバーとともに現役を引退することが発表された。

## 血統表
| タイムワープの血統       | タイムワープの血統                                                                                       | タイムワープの血統                                                                                       | （血統表の出典）                                                                                         | （血統表の出典）         |
| 父系                     | レイズアネイティヴ系                                                                                     | レイズアネイティヴ系                                                                                     | レイズアネイティヴ系                                                                                     | [ § 2 ]                  |
| 父 Archipenko 2004 鹿毛  | 父の父Kingmambo 1990 鹿毛                                                                                | Mr.Prospector1970 鹿毛                                                                                   | Raise a Native 1961                                                                                      | Raise a Native 1961      |
| 父 Archipenko 2004 鹿毛  | 父の父Kingmambo 1990 鹿毛                                                                                | Mr.Prospector1970 鹿毛                                                                                   | Gold Digger 1962                                                                                         |                          |
| 父 Archipenko 2004 鹿毛  | 父の父Kingmambo 1990 鹿毛                                                                                | Miesque 1984 鹿毛                                                                                        | Nureyev 1977 鹿毛                                                                                        | Nureyev 1977 鹿毛        |
| 父 Archipenko 2004 鹿毛  | 父の父Kingmambo 1990 鹿毛                                                                                | Miesque 1984 鹿毛                                                                                        | Pasaradoble 1979                                                                                         |                          |
| 父 Archipenko 2004 鹿毛  | 父の母Bound 1984                                                                                         | Nijinsky 1967                                                                                            | Northen Dancer 1961                                                                                      | Northen Dancer 1961      |
| 父 Archipenko 2004 鹿毛  | 父の母Bound 1984                                                                                         | Nijinsky 1967                                                                                            | Flaming Page 1959                                                                                        |                          |
| 父 Archipenko 2004 鹿毛  | 父の母Bound 1984                                                                                         | Special 1969                                                                                             | Forli 1963                                                                                               | Forli 1963               |
| 父 Archipenko 2004 鹿毛  | 父の母Bound 1984                                                                                         | Special 1969                                                                                             | Thong 1964                                                                                               |                          |
| 母 Here To Eternity 2008 | 母の父Stormy Atlantic 1994                                                                               | Storm Cat 1983                                                                                           | Storm Bird 1978 鹿毛                                                                                     | Storm Bird 1978 鹿毛     |
| 母 Here To Eternity 2008 | 母の父Stormy Atlantic 1994                                                                               | Storm Cat 1983                                                                                           | Terlingua 1976                                                                                           |                          |
| 母 Here To Eternity 2008 | 母の父Stormy Atlantic 1994                                                                               | Hail Atlantics 1987                                                                                      | Seattle Slew 1974 黒鹿毛                                                                                 | Seattle Slew 1974 黒鹿毛 |
| 母 Here To Eternity 2008 | 母の父Stormy Atlantic 1994                                                                               | Hail Atlantics 1987                                                                                      | Flippers 1981                                                                                            |                          |
| 母 Here To Eternity 2008 | 母の母Heat of The Night 2002                                                                             | Lear Fan 1981                                                                                            | Roberto 1969                                                                                             | Roberto 1969             |
| 母 Here To Eternity 2008 | 母の母Heat of The Night 2002                                                                             | Lear Fan 1981                                                                                            | Wac 1969                                                                                                 |                          |
| 母 Here To Eternity 2008 | 母の母Heat of The Night 2002                                                                             | Hot Thong 1994 鹿毛                                                                                      | Jarraar 1987 黒鹿毛                                                                                      | Jarraar 1987 黒鹿毛      |
| 母 Here To Eternity 2008 | 母の母Heat of The Night 2002                                                                             | Hot Thong 1994 鹿毛                                                                                      | Thong Thong Thong 1989 鹿毛                                                                              |                          |
| 母系(F-No.)              | 5号族(FN:5-h)                                                                                            | 5号族(FN:5-h)                                                                                            | 5号族(FN:5-h)                                                                                            | [ § 3 ]                  |
| 5代内の近親交配          | Special5×3=15.63%、Mr.Prospector3×5=15.63%、Thong、Moccasin、Lt4×5×5=12.50%、Northern Dancer5×4×5=12.50% | Special5×3=15.63%、Mr.Prospector3×5=15.63%、Thong、Moccasin、Lt4×5×5=12.50%、Northern Dancer5×4×5=12.50% | Special5×3=15.63%、Mr.Prospector3×5=15.63%、Thong、Moccasin、Lt4×5×5=12.50%、Northern Dancer5×4×5=12.50% | [ § 4 ]                  |
| 出典                     | 1. 2. 3. 4.                                                                                              | 1. 2. 3. 4.                                                                                              | 1. 2. 3. 4.                                                                                              | 1. 2. 3. 4.              |

全弟に2018年香港カップの勝ち馬グロリアスフォーエバーがいる。